# Electronic Design Automation
Electronic Design Automation (EDA), bezeichnet Software für den Entwurf von Elektronik, insbesondere Mikroelektronik. Es ist ein Teilgebiet des computer-aided design (CAD) bzw. des computer-aided engineering (CAE). Anstelle von EDA wird auch von ECAD (electronic CAD) gesprochen. Heutzutage spricht man auch von Electronic System Design (ESD), um der gestiegenen Fähigkeiten, Komplexität sowie Anwendungen der EDA-Software gerecht zu werden.

## Aufgaben und Ablauf
Die Aufgabe der EDA ist die Entwurfsautomatisierung auf unterschiedlichen Ebenen:
- Erstellung von Schaltplänen vor allem beim Entwurf von Leiterplatten, aber auch der Entwurf von Zustandsautomaten. In der Regel erstellen solche EDA-Anwendungen Netzlisten, die die für die Schaltung benötigten Elemente oder Bauteile enthalten sowie deren Verbindungen untereinander spezifizieren. Die so entstandenen Netzlisten werden dann in der Regel von Programmen auf anderen Ebenen weiterverarbeitet.
- Verifikation der korrekten Funktion von Schaltungen durch Simulation und formale Methoden, auf verschiedenen Entwicklungsebenen.
- Leiterplattenentwurf und -entflechtung (Platinen-Layout, engl. PCB design), d. h. Entwurf eines Schaltungträgers für die Bauelemente meist im Gerber-Dateiformat zur Leiterplattenproduktion. Dabei kann auch eine automatisierte Platzierung der Schaltungskomponenten (Autoplacer) und eine automatisierte Entflechtung der Verbindungen (Autorouter) verwendet werden.
- Der Chipentwurf, d. h. die Computergestützte Entwicklung von integrierten Schaltungen (ICs), insbesondere von ASICs, von der Spezifikation und Umsetzung in einen Schaltplan und ein Layout bis zum gefertigten Schaltkreis. Hierzu werden größtenteils Hardwarebeschreibungssprachen (HDLs) verwendet.
- Im Falle von FPGAs, die Umsetzung von logischen Schaltungen in konfigurierbare Logikbausteine. Auch hierzu werden HDLs verwendet.
- Entwurf von Multi-Chip-Modulen (MCM) und Packaging- bzw. SiP-Design.

## Geschichte
Historisch wurde EDA-Software mit der Entwicklung der gesamten Computerbranche groß. Als signifikanter Meilenstein in der Geschichte der EDA gelten die Ideen und Methoden von Carver Mead und Lynn Conway. Zuvor waren bereits erste Computergestützte Ansätze beim Design von ASICs gemacht worden. Der Foundry-Service Anbieter MOSIS des University of Southern Californias Information Sciences Institute (ISI) war damals (1981) einer der ersten Anbieter für Prototypen („Multi-Wafer-Projects“, MWP) und Tape-outs. MOSIS ist bis heute noch aktiv. Mit den Unternehmen VLSI Technology und LSI Logic, später TSMC und dem Fabless-Geschäftsmodell wurde EDA-Software dann zu einer Hauptgröße der Halbleiterindustrie.
Die Branche durchläuft seit vielen Jahrzehnten Merger & Acquisitions. Beispielsweise wurde Tanner EDA von Tanner Research (gegründet von John Tanner, PhD-Absolvent 1986 bei Carver Mead) abgespalten, zuerst von Mentor akquiriert und folglich durch Siemens EDA übernommen. Ein anderes großes Beispiel war der M&A von Synopsys von Magma Design Automation (kurz: Magma) im Jahr 2012. Somit gelten (Stand 2022) Synopsys, Cadence, Siemens EDA und Ansys mit zu den größten EDA-Software Anbietern weltweit. Synopsys hat nach eigenen Angaben Ende 2022 den Umsatzrekord von 5 Milliarden US-Dollar erreicht.
Als Beispiel aus der deutschen EDA-Geschichte sei das Werkzeug VENUS („VLSI-Entwicklung und Simulation“) von Siemens erwähnt.
Das ehemalige EDA Consortium (EDAC) wurde 2016 zur ESD Alliance.

### Preise & Auszeichnungen
Erfindern und Persönlichkeiten, die sich im Bereich EDA profiliert haben, wird der Phil Kaufman Award zugestanden. Für ausgezeichnete Leistungen in der Mikroelektronik wird von der IEEE die Robert N. Noyce Medal verliehen.

## Wirtschaft & Markt
Das Marktvolumen der EDA-Industrie betrug nach Angaben des Interessenverbandes Electronic System Design Alliance, einer Fachgruppe der SEMI, Mitte 2019 ca. 2,4 Milliarden US-Dollar. Im 2. Quartal 2022 waren es laut ESD 3,7 Milliarden US-Dollar.

## EDA-Kategorien nach SEMI
Die Vielzahl der Software hat ESD der SEMI dazu veranlasst, gewisse Kriterien für das Berichten zu veröffentlichen (siehe Weblinks). Dabei wurden die fünf folgenden Kategorien definiert:
1. Services
2. CAE
3. IC Physical Design & Verification
4. PCB & MCM
5. SIP

### Abgrenzung FPGAs
Weitere EDA-Software, die speziell für das Design, Konfiguration und Test von FPGAs relevant ist, sind die Inhouse-Software von den größten FPGA-Herstellern Xilinx (akquiriert von AMD), Altera (akquiriert von Intel), Microsemi (akquiriert von Microchip) oder Lattice Semiconductor.

### Open Source
Es existiert auch Open Source EDA-Software, z. B. GHDL und viele mehr. Die Entwicklung, Anwendung und der Einfluss von Open Source im Chipdesign ist weiterhin offen. Alliance/Coriolis bspw. kann bis zu Strukturgrößen von 130/180 nm angewendet werden, aber nicht darunter.
Des Weiteren existiert seit 1999 die IP-Initiative OpenCores, welche ein Repository verschiedener Designs (z. B. OpenRISC) zu verschiedenen Lizenzen anbietet.

## EDA-Software (Beispiele)
Hinweis: Aufgrund der unter Geschichte erwähnten hohen M&A-Aktivität in der Branche, bieten heutzutage (Stand 2022) die Hauptanbieter EDA-Software aus fast allen genannten EDA-Kategorien an, sowie für Digital- und auch Analogdesign. Einzelne Anbieter bieten EDA-Software für Mikrosystemdesign an. Es werden hier nur einige Beispiele der Kategorien 2+3 sowie 4 aufgezählt. Die Anbieter haben eine Vielzahl von spezialisierten EDA-Produkten. Im Folgenden sind nur einzelne Beispiele aufgezählt. Die Liste erhebt keinen Anspruch an Vollständigkeit.

### Integrierten Schaltungen (CAE, IC)

#### Hauptanbieter
- Ansys
  - RedHawk (digital)
  - Totem (analog)
- Cadence
  - OrCAD
  - Spectre
  - Virtuoso
- Synopsys[22]
  - 3DIC Compiler
- Siemens EDA[23]
  - Calibre
  - Custom IC (von Tanner EDA)
  - Xcelerator

#### Andere und Historisch
- Dolphin Integration (JV von Soitec und MBDA)
- Forte Design Systems (akquiriert durch Cadence)
- Mentor Graphics PADS (akquiriert durch Siemens)

### Entwurf von Leiterplatten (PCB)

#### Hauptanbieter
- Autodesk
  - Eagle (früher CadSoft, wurde 2016 von Autodesk akquiriert)[24]
- Altium
  - Altium Designer
- Cadence
  - Allegro PCB Design
  - OrCAD PCB Designer
- Zuken
  - Verschiedene unter CADSTAR bzw. eCADSTAR[25]
  - CR-8000

#### Andere und Historisch
- Bartels AutoEngineer
- Board Station von Mentor (akquiriert von Siemens)
- DipTrace
- Multisim von National Instruments
- PCBCAD51 und PCBCAD720 PCB Design von Murton-Pike Systems
- PCB-Investigator, von EasyLogix[26]
- Proteus von Labcenter Electronics
- Pulsonix von Westdev
- sPlan von Abacom
- TARGET 3001! von Ing.-Büro Friedrich
- Upverter von Altium

#### Open Source oder Freeware
- EasyEDA, webbasiert und als Desktopprogramm[27]
- Fritzing von der Fachhochschule Potsdam
- gEDA
- KiCad
- LibrePCB[28]

### Artikel
- K. T. Moore: AN ELECTRONICS INNOVATION JOURNEY WITH EE TIMES. In: EE Times 50th Anniversary Special Edition. 2022, S. 46–49 (englisch, eetimes.com).
- What is Electronic Design Automation (EDA)? – How it Works. Synopsys, 2023, abgerufen am 7. Januar 2023 (englisch).

### Grundlagen
- F. Kesel: FPGA Hardware-Entwurf: Schaltungs- und System-Design mit VHDL und C/C++. De Gruyter, 2018, ISBN 978-3-11-053145-9, doi:10.1515/9783110531459.
- J. Lienig, J. Scheible: Grundlagen des Layoutentwurfs elektronischer Schaltungen. Springer, 2023, ISBN 978-3-03115767-7, doi:10.1007/978-3-031-15768-4 (springer.com).
- J. Lienig, J. Scheible: Fundamentals of Layout Design for Electronic Circuits. Springer International Publishing, Cham 2020, ISBN 978-3-03039283-3, doi:10.1007/978-3-030-39284-0 (englisch, springer.com).
- J. Reichardt, B. Schwarz: VHDL-Simulation und -Synthese: Entwurf digitaler Schaltungen und Systeme. De Gruyter, 2020, ISBN 978-3-11-067346-3, doi:10.1515/9783110673463.

### Weiterführend
- Andrew B. Kahng, Jens Lienig, Igor L. Markov, Jin Hu: VLSI Physical Design: From Graph Partitioning to Timing Closure. Springer International Publishing, Cham 2022, ISBN 978-3-03096414-6, doi:10.1007/978-3-030-96415-3 (englisch, springer.com).
- Kraig Mitzner, Bob Doe, Alexander Akulin, Anton Suponin, Dirk Müller: Complete PCB design using OrCAD Capture and PCB editor. Second edition Auflage. Academic Press, London [England] ; San Diego, CA 2019, ISBN 978-0-12-817684-9 (englisch, elsevier.com).